# Saint-Urbain (Vendée)
Saint-Urbain település Franciaországban, Vendée megyében. Lakosainak száma 1996 fő (2022. január 1.). Saint-Urbain La Barre-de-Monts, Beauvoir-sur-Mer, Saint-Gervais és Sallertaine községekkel határos.

## Népesség
A település népessége az elmúlt években az alábbi módon változott:
| Lakosok száma | 1754 | 1778 | 1809 | 1818 | 1849 | 1879 | 1916 | 1939 | 1996 |
|               | 2013 | 2015 | 2016 | 2017 | 2018 | 2019 | 2020 | 2021 | 2022 |